# Jos Dijkstra

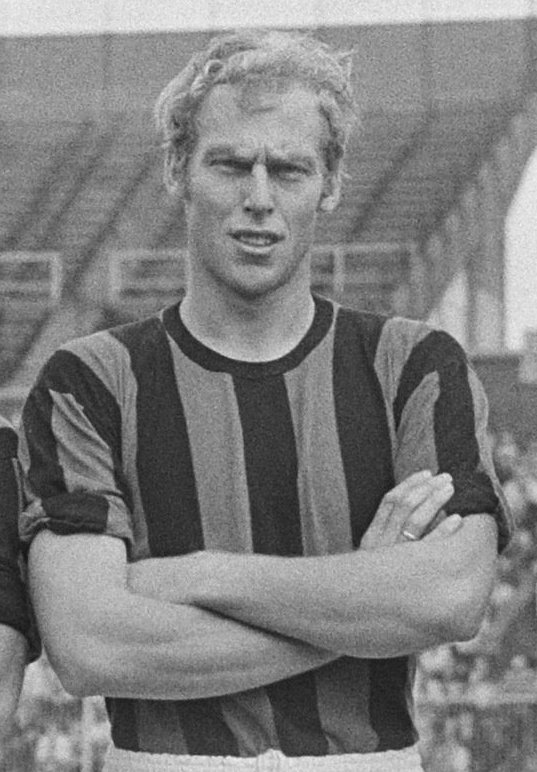
Jos Dijkstra (1968)

Jos Dijkstra (Amsterdam, 19 november 1944 – Eindhoven, 2 maart 2025) was een  Nederlands profvoetballer, die uitkwam voor DWS, PSV, Roda JC en FC Eindhoven.
Jos Dijkstra begint met voetballen bij de amateurs van JOS. Midden jaren zestig stapt hij over naar DWS, waar hij in het seizoen 1964-1965 zijn debuut maakt in de eredivisie. 
Vanaf het seizoen 1966-1967 verovert de verdediger een vaste plaats in de hoofdmacht van DWS. Namens de Amsterdammers speelt hij 150 eredivisiewedstrijden en komt hij tot acht Europese wedstrijden.
In 1971 maakt Dijkstra de overstap naar PSV. In Eindhoven slaagt hij er in twee seizoenen niet in om een vaste waarde te worden, waardoor hij na afloop van het seizoen 1972-1973 vertrekt naar Roda JC.
In Limburg kent hij een goede periode onder Bert Jacobs en komt hij in drie seizoenen tot ruim 75 eredivisiewedstrijden. In de zomer van 1976 stapt Dijkstra over naar FC Eindhoven. In zijn eerste seizoen degradeert hij met de Eindhovenaren naar de eerste divisie. Ook na de degradatie blijft hij bij FC Eindhoven, waarna hij uiteindelijk in 1980 een punt zet achter zijn loopbaan in het betaalde voetbal.
Dijkstra overleed begin maart 2025 op 80-jarige leeftijd.